# Journal of Object Technology
Journal of Object Technology – internetowe czasopismo naukowe obejmujące programowanie obiektowe i komponentowe.
Czasopismo bezpłatne dla czytelników i autorów jest publikowane przez Katedrę Inżynierii Oprogramowania na Politechnice Federalnej w Zurychu. Pierwszy numer czasopisma ukazał się w maju 2002 r., w odpowiedzi na zapotrzebowanie na międzynarodowe czasopismo obejmujące dziedzinę rozwoju programowania obiektowego i komponentowego.
Od 1986 r. do 2001 r. znaczącą rolę w tej dziedzinie odgrywało czasopismo Journal of Object-Oriented Programming, ale po tym, jak zostało ono sprzedane nowemu właścicielowi w 2000 r., ogłoszono w następnym roku, że nastąpi przestanie być publikowane z jego końcem.
Powstanie Journal of Object Technology było w dużej mierze odpowiedzią na to wydarzenie, ponieważ wiodący członkowie społeczności uświadomili sobie, że nadal potrzebne jest znaczące pismo branżowe.
Journal of Object Technology jest wydawany pierwszego dnia każdego nieparzystego miesiąca. Ponadto, kwestie specjalne, zwykle pochodzące z konferencji, są czasami publikowane w miesiącach parzystych. Wydawcą jest Bertrand Meyer, a redaktorem naczelnym od momentu powstania czasopisma jest Richard Wiener.
Każde wydanie zawiera szpalty dla zwykłych felietonistów, działów (np. recenzja książek i produktów) oraz artykuły recenzowane. Wśród publicystów znajdują się: Dave Thomas, Won Kim, Bertrand Meyer i John McGregor.